# École supérieure de chimie organique et minérale
L'École supérieure de chimie organique et minérale (ou ESCOM) est l'une des 204 écoles d'ingénieurs françaises accréditée depuis 1963 à délivrer un diplôme d'ingénieur par la CTI (Commission des Titres d'Ingénieur). La CTI est un organisme indépendant, chargé par la loi française depuis 1934, d'évaluer les écoles d'ingénieurs françaises.
Sa mission principale est de former en 5 ans des ingénieurs chimistes, avec une formation scientifique et technique, dans la chimie organique, dans la chimie inorganique, mais également dans le domaine analytique ; une formation économique et sociale vient compléter la formation de base.
Elle propose une formation d'ingénieur en chimie appliquée au vivant, à la santé, au bien-être, aux transitions et développement durable.
Une des spécificités de l'école depuis sa fondation est son accessibilité aux étudiantes. L'école fait partie du top 10 des écoles d'ingénieurs les plus féminisées de France (70%).

## Historique
L'ESCOM est un établissement d'enseignement supérieur privé reconnu par l'État, de statut associatif sans but lucratif.
L’ESCOM a vu le jour le 26 septembre 1957 sous le nom d’Association pour le développement des techniques industrielles (ADTI) sous l’impulsion du père Pierre Mastagli, doyen de la faculté des sciences de l’Institut catholique de Paris et directeur de Recherche au CNRS. Dès sa création, le conseil d’administration de l’école comptait des industriels comme Albert Guérillot, administrateur de la société Vernis Duroux, et Raymond Paul, directeur scientifique de la société des usines chimiques Rhône-Poulenc.

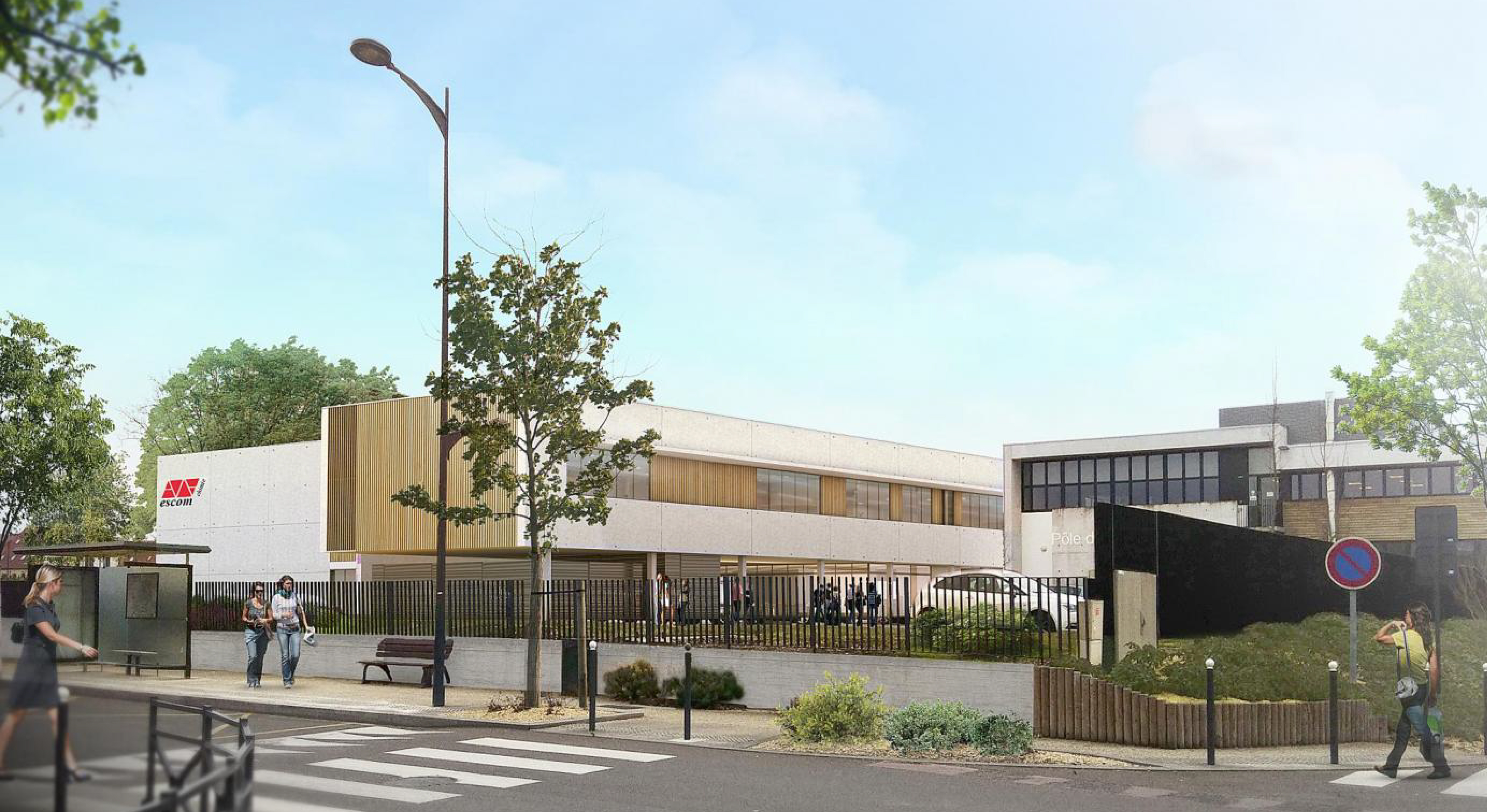
L'ESCOM Chimie à Compiègne

L'école est située à Compiègne depuis septembre 2008. Pendant 35 ans, l’ESCOM Chimie a bénéficié de l’environnement du Quartier Latin, au cœur de Paris. En 1991, il devient indispensable d’agrandir et de moderniser les locaux, pour suivre la croissance de l’école. Direction la ville nouvelle de Cergy-Pontoise, au sein de l’Institut Polytechnique Saint-Louis.
En 2008, l’ESCOM Chimie choisit de déménager à Compiègne, en Hauts de France Nord-Pas de Calais – Picardie, pour construire un pôle de recherche en chimie verte sur le territoire.
Le statut actuel de l’ESCOM est publié au Journal officiel du 21 juin 1969. Il est conforme à la loi no 2013-660 du 22 juillet 2013 relative à l'enseignement supérieur et à la recherche qui définit un nouveau chapitre relatif aux « rapports entre l'État et les établissements d'enseignement supérieur privés à but non lucratif ».

## L'association UTC - ESCOM
Les deux établissements, l'UTC et l'ESCOM sont liés par un décret d’association approuvé par le Ministère de l'Enseignement Supérieur et de la Recherche (MESR) en remplacement du décret de rattachement publié en 2009, entre les deux établissements. En effet, la Loi du 22 juillet 2013 offre la possibilité pour un établissement privé comme l'ESCOM d'être associé à un Établissement public à caractère scientifique, culturel et professionnel (EPSCP). La convention a été approuvée par le C.A. de l’ESCOM en juin 2015 et par celui de l’UTC le 8 octobre 2015.

## Centre de recherche
La Recherche de l’ESCOM est à la fois scientifique et technologique. La stratégie de développement de la recherche en partenariat avec l’UTC a permis à l’ESCOM de développer ses recherches tout en centrant ses efforts sur la Chimie Verte.
Ses recherches sont reconnues au niveau international, puisque l'un des enseignants chercheurs de l'école a récemment été classé parmi le Top 2% des scientifiques les plus cités à l'échelle mondiale par le classement de Elsevier et de la prestigieuse Université de Stanford (Etats-Unis). 

### Gouvernance de la recherche
La gouvernance de la recherche de l'ESCOM est menée sous la surveillance d’un « Comité Scientifique » regroupant 4 collèges :
- Les responsables de l’équipe mixte « Transformations Intégrées de la Matière renouvelable » (TIMR).
- Des enseignants non permanents de l’ESCOM.
- Des chercheurs extérieurs dont l’expérience est reconnue dans leur domaine d’excellence pour encourager l’ouverture des équipes de recherche vers de nouveaux horizons.
- Des industriels.

## Membre de la confédération des Grandes Écoles
L'ESCOM est membre de la Conférence des grandes écoles

### Enseignement
Les spécialités de l’ESCOM sont :
- Ingénieur Toxicologie, environnement, réglementation, audit;
- Ingénieur en management et marketing industriel;
- Ingénieur spécialiste en formulation et matériaux dont les matériaux innovants sur base élastomères en collaboration avec l'ELANOVA
- Ingénieur en Biotechnologie en partenariat avec l'Université de Technologie de Compiègne
- Ingénieur en génie des procédés durables
- Ingénieur en analyse, contrôle, qualité de l’eau et traitement de l’eau en partenariat avec l’Université Picardie Jules Verne
- Ingénieur-chercheur en transformation chimique des ressources naturelles - Recherche et développement en chimie verte.

### Apprentissage
L'ESCOM propose une filière de formation ingénieur en apprentissage depuis 1998. Cette filière a été créée à la demande des entreprises de la chimie. L'ESCOM favorise aussi l'apprenti entrepreneur, statut qui permet à l'étudiant apprenti de créer sa propre entreprise. Un travail d'étudiant sous ce statut "entrepreneur" a été primé par l’État, pour ces travaux et son entreprise sur la régénération des déchets.

### L'international
L’ESCOM offre la possibilité à ses étudiants d'effectuer une mobilité internationale. Pour ce faire, elle a développé de nombreux partenariats avec des universités internationales. Ces partenariats permettent aux étudiants de réaliser leur 5e année dans le cadre d(options internationales Erasmus ou en double-diplôme. 
Les universités avec lesquelles est partenaire pour des doubles diplômes sont :
- Griffith College (Irlande
- Université de Sherbrooke (Canada)
- Université du Québec à Chicoutimi (Canada)
- Université du Québec à Trois-Rivières (Canada)

L'ESCOM accueille aussi des étudiants d'autres universités hors de France dont des étudiants d'Amérique du Sud dans le cadre de programme d’échange Science sans frontière, Brafitec, Arfitec pour les étudiants brésiliens et argentins. L'ESCOM reçoit aussi des étudiants canadiens dans le cadre de ses programmes d'échanges et de sa recherche sur la « Transformations Intégrées de la Matière renouvelable » (TIMR).